# Santa Parascheva
Santa Parascheva (en grec Αγία Παρασκευή) és una santa venerada per l'Església Ortodoxa Romanesa i altres esglésies de ritu oriental, i santa patrona de Moldàvia. El dia de commemoració és el 14 d'octubre. El 1641 les relíquies, provinents de Constantinoble, van ser portades a Iași pel príncep Vasile Lupu i emplaçades en els fonaments de l'Església dels Tres Jerarques. El 1889 les restes van ser traslladades a la Catedral Metropolitana de Iași, que cada any es transforma en destí d'un gran nombre de devots pelegrins.